# رزیتا لطفی
رزیتا لطفی (متولد رشت) رئیس بخش فارسی بی‌بی‌سی است. او از ۲۵ ژانویه ۲۰۱۶ جانشین صادق صبا شد. لطفی از سردبیرانی بود که در راه‌اندازی شبکه تلویزیونی بی‌بی‌سی فارسی در سال ۲۰۰۹ نقش داشت.

## زندگی
رزیتا لطفی دانش‌آموخته زبان انگلیسی از دانشگاه تهران است. وی همچنین دانش‌آموختهٔ کارشناسی ارشد مطالعات خاور نزدیک و خاورمیانه از مدرسه مطالعات شرق‌شناسی و آفریقای دانشگاه لندن است.
سابقه کار وی در بخش فارسی بی‌بی‌سی به سال ۱۹۹۶ برمی‌گردد که در آن سال به عنوان تهیه‌کننده به بخش فارسی پیوست. وی مسئولیت‌های مختلفی در بخش‌های خبری بی‌بی‌سی داشته است.